# ديفن لوغان
ديفن لوغان (بالإنجليزية: Devin Logan)‏ هي متزحلقة حرة أمريكية، ولدت في 17 فبراير 1993 في أوسيانسيدي في الولايات المتحدة.

## وصلات خارجية
- ديفن لوغان على موقع الاتحاد الدولي للتزلج (التزلج الحر) (الإنجليزية)
- ديفن لوغان على موقع اللجنة الأولمبية الدولية (الإنجليزية)
- ديفن لوغان على موقع أوليمبيديا (الإنجليزية)
- ديفن لوغان على موقع اللجنة الأولمبية والبارالمبية الأمريكية (الإنجليزية)
- ديفن لوغان على موقع ألعاب إكس (مؤرشف) (الإنجليزية)